# Bernard Kuhn de Chizelle
Pour les articles homonymes, voir Chizelle.
Bernard Kuhn de Chizelle (Tunis, 12 août 1897 - Neuilly-sur-Seine, 22 décembre 1981) est un ingénieur et chef d'entreprises français, directeur général de la Compagnie du Gaz de Lyon, directeur de la distribution mixte Électricité de France-Gaz de France, directeur de l'exploitation et chef du Service de la distribution mixte d'Électricité de France (EDF), directeur général de Gaz de France (GDF) de 1959 à 1964, président-directeur général de Gaz-Marine, de Bouchayer-Viallet-Schneider (BVS), de Compagnie d'études et de réalisations de cybernétique industrielle (Cerci) de 1966 à 1969, administrateur du Groupe Durand, de Progil, de la Compagnie universelle d'acétylène et d'électrométallurgie, des Établissements Bonnet et de la Société monégasque du gaz, et membre du Conseil économique et social de 1964 à 1969 (dont il est rapporteur de la section de la production industrielle et de l'énergie).

## Décorations
- Officier de la Légion d'honneur
- Médaille militaire
- Commandeur de l'ordre du mérite commercial (1956)[2] ;
  - officier du 17 janvier 1952[2]

## Ouvrages
- Emploi des conducteurs en aluminium, en aluminiumacier et en almélec dans la construction des lignes électriques aériennes (1942)
- Les Transports modernes de l'énergie électrique (1951)
- Situation de l'industrie électronique française (1966)

## Sources
- « M. Kuhn de Chizelle serait nommé conseiller économique et social » (3 septembre 1964, Le Monde)
- « M. Kuhn de Chizelle remplace M. Combet à la direction générale du Gaz de France » (7 mars 1959, Le Monde)
- Bulletin de la Société des ingénieurs civils de France (1957)
- La nationalisation de l'électricité en France: nécessité technique ou logique politique ? (1996)
- Hervé Joly, Des barrages, des usines et des hommes : l'industrialisation des Alpes du Nord entre ressources locales et apports extérieurs : études offertes au professeur Henri Morsel (2002)